# Doctrina social de la Iglesia
La doctrina social de la Iglesia es el conjunto de enseñanzas sociales que la Iglesia católica llama a practicar a cualquier cristiano o persona de cualquier origen y lugar, fundado en el Evangelio, el Magisterio y la Tradición. El Compendio de la doctrina social de la Iglesia y el Catecismo de la Iglesia católica la definen como: "cuerpo doctrinal renovado, que se va articulando a medida que la Iglesia en la plenitud de la palabra de Dios, revelada por Jesucristo y mediante la asistencia del Espíritu Santo, lee los hechos según se desenvuelven en el curso de la historia". El fin de la Doctrina social de la iglesia que se menciona en la conclusión del Compendio y como fin último es la construcción de la Civilización del Amor. 

## Historia de la doctrina social
La expresión "justicia social" fue acuñada por el sacerdote jesuita italiano Luigi Taparelli, en el libro Saggio teoretico di dritto naturale, appoggiato sul fatto (“Ensayo teórico del derecho natural apoyado en los hechos”), publicado en 1843, en Livorno, Gran Ducado de Toscana, donde se lee: ..."la justicia social debe igualar de hecho a todos los hombres en lo tocante a los derechos de humanidad...". Fue así unos de los pioneros de la Doctrina Social de La Iglesia. Propiamente la expresión “doctrina social” sería usada por primera vez por Pío XI en su encíclica Quadragesimo anno quien cita a León XIII, aunque reconoce que la preocupación por los problemas económicos y sociales es anterior a la Rerum novarum.
Los grandes cambios del siglo XIX como la revolución industrial y el consiguiente crecimiento de las ciudades habían producido graves desigualdades sociales y económicas. Se debatía y se luchaba por establecer una justa relación entre trabajo y capital y de ahí el problema conocido como cuestión obrera.
En 1864 el papa Pío IX en la encíclica Quanta Cura condenó el socialismo y el liberalismo económico, por lo que hizo un primer esbozo de las enseñanzas que León XIII desarrollará: denunciaba conjuntamente, por una parte, la pretensión del socialismo del siglo XIX de sustituir la Providencia Divina por el Estado y, por otra, el carácter materialista del liberalismo económico que excluye el aspecto moral de las relaciones entre capital y trabajo.
En 1891 el papa León XIII en la encíclica Rerum novarum dejó patente su apoyo al derecho laboral de «formar uniones o sindicatos», pero también se reafirmaba en su apoyo al derecho de la propiedad privada. Además discutía sobre las relaciones entre el gobierno, las empresas, los trabajadores y la Iglesia, proponiendo una organización socioeconómica que más tarde se llamaría corporativismo.
En 1901 el papa León XIII, con la encíclica Graves de Communi Re rechazó el sindicalismo que implicaba la lucha de clases.
Cuando en 1931 se cumplen 40 años de la publicación de la Rerum novarum, el papa Pío XI publicó la Quadragesimo anno donde, además de repasar la doctrina anterior y aplicarla a la situación del momento, afrontó los nuevos problemas ligados al crecimiento de empresas y grupos cuyo poder pasaba fuera de las fronteras nacionales. Recuerda además la condena del socialismo así como la insuficiencia del liberalismo.
Pío XII vivió los años de la posguerra con otro orden internacional al que dedicó sus intervenciones. Aunque no publicó encíclicas sobre temas sociales, no dejó de recordar a todos por medio de sus radiomensajes, la relación que corre entre la moral y el derecho positivo así como los deberes de las personas en las distintas profesiones.
Juan XXIII deja dos contribuciones: las encíclicas Mater et magistra y Pacem in terris. En la primera habla de la misión de la Iglesia por construir comunión que permita tutelar y promover la dignidad del hombre. En la segunda encíclica, además de afrontar el tema de la guerra (en tiempos de proliferación de armamento nuclear), afronta el tema de los derechos humanos desde un punto de vista cristiano.
El Concilio Vaticano II trató en la constitución pastoral Gaudium et spes temas de actualidad social y económica, como los nuevos problemas que afrontaba el matrimonio y la familia (por ejemplo, desde las sucesivas facilidades al divorcio concedidas desde el liberalismo decimonónico y el socialismo), la paz y concordia entre los pueblos (en el escenario de la llamada Guerra Fría), etc.
Con Pablo VI hace su entrada en los documentos del Magisterio el tema del desarrollo en la encíclica Populorum progressio haciendo hincapié en la necesidad de que ese desarrollo sea de toda la persona y de todos los hombres. Es en el periodo de Pablo  VI, que también se establece y desarrolla lo que sería el Pontificio Consejo para la Justicia y la Paz.
Juan Pablo II, fuertemente marcado por su experiencia en Polonia, publicó diversas encíclicas sobre temas sociales. La Laborem exercens presenta una espiritualidad y una moral propias del trabajo que realiza el cristiano, enriqueciendo con ello la doctrina social de la Iglesia sobre el trabajo. La Sollicitudo rei socialis retoma el tema del progreso y el desarrollo íntegros de las personas (publicada con motivo de los veinte años de la publicación de la Populorum progressio). Finalmente, la Centesimus annus —con motivo del centenario de la publicación de la Rerum novarum— se detiene en la noción de solidaridad, que permite encontrar un hilo conductor a través de toda la enseñanza social de la Iglesia. Aunque sus predecesores habían tratado temas sociales como orientaciones para la ética social o para la filosofía, Juan Pablo II planteó la Doctrina social de la Iglesia como una rama de la teología moral y dio orientaciones sobre el modo en que esta disciplina debía ser enseñada en los seminarios.
Benedicto XVI publicó en 2009 la encíclica Caritas in Veritate, en la cual insistía en la relación entre la caridad y la verdad, a la vez que defendió la necesidad de una "autoridad política mundial" para dar respuesta adecuada a los problemas más acuciantes de la humanidad.

## Principios de la doctrina social de la Iglesia

### Dignidadde lapersona humana
La justicia social solo puede obtenerse respetando la dignidad trascendente del hombre. Pero este no es el único ni el principal motivo. Lo que está en juego es la dignidad de la persona humana, cuya defensa y promoción nos han sido confiadas por el Creador, y de las que son rigurosas y responsablemente deudores los hombres y mujeres en cada coyuntura de la historia.
Sollicitudo Rei Socialis, n. 47

### Primacía delbien común
El bien común está siempre orientado hacia el progreso de las personas: ‘el orden social y su progreso deben subordinarse al bien de las personas y no al contrario’ [...]. Este orden tiene por base la verdad, se edifica en la justicia, es vivificado por el amor.
CIC, n. 1906-9 y 1912

### Destino universal de los bienesypropiedad privada
Dios ha destinado la tierra y sus bienes en beneficio de todos. Esto significa que cada persona debería tener acceso al nivel de bienestar necesario para su pleno desarrollo. Este principio tiene que ser puesto en práctica según los diferentes contextos sociales y culturales y no significa que todo está a disposición de todos. El derecho de uso de los bienes de la tierra es necesario que se ejercite de una forma equitativa y ordenada, según un específico orden jurídico. Este principio tampoco excluye el derecho a la propiedad privada.
Compendio de DSI, 171-84

La propiedad privada no constituye para nadie un derecho incondicional y absoluto. No hay ninguna razón para reservarse en uso exclusivo lo que supera a la propia necesidad, cuando a los demás les falta lo necesario.
Populorum Progressio, núm. 23

La propiedad privada es “un derecho secundario” que depende de este derecho primario, que es “el destino universal de los bienes”.
Mensaje del Papa Francisco a la Conferencia Internacional del Trabajo (OIT), 17 de junio de 2021

### Principio de solidaridad
Es así que, en este mundo dividido y perturbado por toda clase de conflictos, aumenta la convicción de una radical interdependencia y, por consiguiente, de una solidaridad necesaria, que la asuma y traduzca en el plano moral. Hoy quizás más que antes, los hombres se dan cuenta de tener un destino común que construir juntos, si se quiere evitar la catástrofe para todos. [...] El bien, al cual estamos llamados, y la felicidad a la que aspiramos no se obtienen sin el esfuerzo y el empeño de todos, sin excepción; con la consiguiente renuncia al propio egoísmo.
Sollicitudo rei socialis, núm. 26

### Principio de subsidiariedad
«Como no se puede quitar a los individuos y darlo a la comunidad lo que ellos pueden realizar con su propio esfuerzo e industria, así tampoco es justo, constituyendo un grave perjuicio y perturbación del recto orden, quitar a las comunidades menores e inferiores lo que ellas pueden hacer y proporcionar y dárselo a una sociedad mayor y más elevada, ya que toda acción de la sociedad, por su propia fuerza y naturaleza, debe prestar ayuda a los miembros del cuerpo social, pero no destruirlos y absorberlos».
Quadragesimo anno n.º 203

### Participaciónsocial
Tanto los pueblos como las personas individualmente deben disfrutar de igualdad fundamental… igualdad que es el fundamento del derecho de todos a la participación en el proceso de desarrollo pleno.
 Sollicitudo rei socialis.

.

### Cultura de la viday de lacalidad de vida
El hombre está llamado a una plenitud de vida que va más allá de las dimensiones de su existencia terrenal, ya que consiste en la participación de la vida misma de Dios. Lo sublime de esta vocación sobrenatural manifiesta la grandeza y el valor de la vida humana incluso en su fase temporal. En efecto, la vida en el tiempo es condición básica, momento inicial y parte integrante de todo el proceso unitario de la vida humana. Un proceso que, inesperada e inmerecidamente, es iluminado por la promesa y renovado por el don de la vida divina, que alcanzará su plena realización en la eternidad (cf. 1 Jn 3, 1-2).
Evangelium Vitae, n.º 2

### La existencia de laleymoral
Si no existe una verdad última, la cual guía y orienta la acción política, entonces las ideas y las convicciones humanas pueden ser instrumentalizadas fácilmente para fines de poder. Una democracia sin valores se convierte con facilidad en un totalitarismo visible o encubierto, como demuestra la historia.
Juan Pablo II, “Centesimus Annus”, n. 46.

## Principales documentos sociales de la iglesia
León XIII
- Rerum Novarum (1891)

Pío XI
- Quadragesimo Anno (1931)
- Non abbiamo bisogno (1931)
- Divini Redemptoris (1937)
- Mit Brennender Sorge (1937)

Pío XII
- Radiomensaje "Solennitá", 50 años de la encíclica Rerum Novarum (1941)
- Radiomensaje de Navidad (1942)
- Radiomensaje de Navidad (1944)

Juan XXIII
- Mater et Magistra (1961)
- Pacem in Terris (1963)

Concilio Vaticano II
- Gaudium et Spes (1965)
- Dignitatis humanae (1965)

Pablo VI
- Populorum Progressio (1967)
- Humanae Vitae (1968)
- Octogesima adveniens (1971)

Juan Pablo II
- Laborem Exercens (1981)
- Sollicitudo Rei Socialis (1987)
- Centesimus Annus (1991)
- Veritatis splendor (1993)
- Evangelium Vitae (1995)
- Fides et Ratio (1998)

Benedicto XVI
- Deus Caritas Est (2005)
- Caritas in Veritate (2009)

Francisco
- Laudato si' (2015)
- Fratelli tutti (2020)